# Ivan Nikolaevič Abramov
Ivan Nikolaevič Abramov (San Pietroburgo, 5 maggio 1884 – 8 aprile 1953) è stato un micologo e agronomo sovietico.

## Biografia
Nacque a San Pietroburgo da un impiegato ferroviario minore, che non poté pagare l'istruzione del figlio. Abramov nel 1899, dopo aver quindi terminata la scuola comunale, dovette iniziare a lavorare in un cantiere navale del Baltico. Nel 1908, a causa della partecipazione a uno sciopero, fu licenziato dal cantiere. Entrò quindi nella Scuola superiore di agricoltura, che in seguito fu riorganizzata come Accademia agricola di Pietrogrado. Nel 1910, come studente, si recò per la prima volta nell'Estremo Oriente russo in veste di botanico-scienziato del suolo per la spedizione "Amur" dell'Ufficio migratorio, studiando gli sviluppi dell'agricoltura sul fiume Zeja. La ricchezza della natura nell'Estremo Oriente russo e il vasto potenziale per lo sviluppo agricolo delle terre del Territorio del Litorale impressionarono così tanto il giovane ricercatore da indurlo a lavorarvi permanentemente.
I suoi primi studi, basati su materiale raccolto presso il fiume Amur, furono pubblicati mentre era ancora studente. Nel 1914, dopo essersi laureato all'Accademia agricola di Pietrogrado si spostò dunque nell'Estremo Oriente russo in veste di scienziato-agronomo. Gli fu affidato l'incarico di organizzare il campo pilota di Birsk (ora Stazione agricola regionale di Birobidžan). Allo stesso tempo fornì supporto agronomico alla popolazione locale. Nel 1918 si trasferì a Vladivostok, dove iniziò a lavorare presso il Primorskoe zemstvo come agronomo della provincia. Il suo interesse per la protezione delle piante dai parassiti si sviluppò in quegli anni e, nel 1922, entrò all'Istituto di zoologia applicata e patologia vegetale di Leningrado, dove si specializzò in malattie delle piante, sotto la direzione dei micologi A.A. Jačevskij, V.G. Tranšel' e N.A. Naumov.
Dopo essersi laureato all'istituto nel 1925, Abramov fece ritorno nell'Estremo Oriente russo. Da quel momento in poi svolse il suo lavoro scientifico sulle patologie vegetali, inizialmente presso la Stazione di protezione vegetale a Ussurijsk e, dopo il 1935, presso l'Istituto di agricoltura a Chabarovsk. Come risultato del suo lavoro, nel 1929 quasi il 90% del grano e dell'avena seminati nella regione risultavano con semi trattati in modo che i livelli d'infezione del grano e dell'avena da carbonchio del chicco diminuissero all'uno percento, costituendo i più bassi valori nell'URSS. In seguito Abramov studiò le malattie della soia, per la quale l'Estremo Oriente russo era la principale regione di coltivazione sovietica. I funghi che sorgevano su questa pianta erano completamente sconosciuti: Abramov pubblicò i risultati dei suoi studi nell'opera Malattie della soia nell'Estremo Oriente russo. Dopo un decennio di studio delle malattie fungine dei cereali e delle colture non alimentari, pubblicò quindi la sua opera fondamentale: Malattie delle piante agricole dell'Estremo Oriente russo, ancora oggi utilizzata come manuale da micologi e agronomi dell'Estremo Oriente russo. Nel 1942 ottenne il titolo di Dottore in Scienze agrarie senza dover discutere una tesi, sulla base di tutti i suoi lavori scientifici pubblicati inerenti alle malattie delle piante agricole dell'Estremo Oriente russo. Sebbene continuasse la sua ricerca sul recupero dei semi di grano dall'attacco di Fusarium e Helminthosporium, Abramov iniziò anche a studiare le malattie delle patate. I risultati di quel lavoro a lungo termine furono presentati nella sua monografia Diseases of Potatoes of the Russian Far East, pubblicata postuma, che ebbe un grande valore teorico e pratico grazie alla sua approfondita trattazione dell'argomento.
Durante i suoi ventisette anni di studi e ricerche in fitopatologia, Abramov incontrò più di 300 rappresentanti di funghi nocivi nell'Estremo Oriente russo, tra cui 19 specie che descrisse per la prima volta. Durante tutti i quarantadue anni complessivi del suo lavoro nell'Estremo Oriente russo, lo scienziato rimase strettamente connesso con l'industria agricola, consigliando e aiutando gli specialisti del settore. Sviluppò misure efficaci per proteggere i semi di grano e avena dagli attacchi di Fusarium e Helminthosporium, che stavano causando drastiche perdite di raccolto. Anche durante i suoi ultimi anni di vita, minati da gravi problemi di salute, svolse un ruolo attivo nel coordinamento del lavoro scientifico nell'Estremo Oriente russo. Abramov pubblicò 37 studi, di cui 25 dedicati alle malattie delle piante. Ricevette numerosi ordini, medaglie e diplomi per meriti scientifici.

## Alcune specie di funghi censiti da Abramov
- Ramularia fagopyri Abramov, Bolêz. Sel'sk. Rast. Dal'nem Vostoke, (Khabarovsk): 212 (1939) [1938].[3]